# Tommy Olsen
Tommy Olsen (født 8. marts 1973) er en dansk tidligere fodboldspiller. 
Han startede sin karriere i TIK (Taastrup), hvorefter han spillede i Albertslund, Køge BK, BK Frem og FC Nordsjælland. Tommy Olsen gjorde debut for BK Frem den 30. juli 2006 i en kamp mod Køge BK, hvor BK Frem vandt 5-2. Tommy Olsen har scoret 54 mål i 102 kampe. Olsen stoppede med fodbold i 2009. Han er i dag cheftræner for Taastrup FC's herresenior.